# Tour Anfibio
Il Tour Anfibio è il secondo tour musicale della cantante colombiana Shakira, a supporto del suo secondo album in studio ¿Dónde están los ladrones? (1998).

## Antefatti e sviluppo
Il nome del tour è stato scelto dalla stessa Shakira per sottolineare le sue somiglianze con questa tipologia di animali: così come essi possono vivere sia sott'acqua che sulla terra, lei è come loro in grado di adattarsi ad ogni situazione.
Per quanto riguarda la leg sudamericana, essa è stata sponsorizzata dalla Nokia.
La setlist comprendeva sia canzoni tratte da ¿Dónde están los ladrones? che dal suo predecessore Pies descalzos. Il tour ha ricevuto alcune critiche negative per via della breve durata degli spettacoli, dei ritardi riportati dalla cantante in alcune date e per via di alcune accuse di play back nello show di Porto Rico. Nonostante ciò le date del tour sono andate tutte e velocemente sold out, portando così Shakira ad aggiungerne altre. La tournée è comunque durata poco a causa di alcuni impegni dell'artista riguardo ad altri progetti musicali. 

## Scaletta
1. ¿Dónde estás corazón?
2. Si te vas
3. Inevitable
4. ¿Dónde están los ladrones?
5. Antología
6. Ojos así
7. Octavo día
8. Moscas en la casa
9. Ciega, sordomuda
10. Tú
11. Alfonsina y el mar (cover di Mercedes Sosa)
12. Pies descalzos, sueños blancos
13. Estoy aquí

Encore
1. Sombra de ti
2. No creo

## Date
| Data           | Città               | Stato                 | Luogo                     |                |                |
| America Latina | America Latina      | America Latina        | America Latina            | America Latina | America Latina |
| -------------- | ------------------- | --------------------- | ------------------------- | -------------- | -------------- |
| 21 marzo 2000  | Lima                | Perù                  | Hipódromo de Monterrico   |                |                |
| 23 marzo 2000  | Montevideo          | Uruguay               | Velódromo Municipal       |                |                |
| 24 marzo 2000  | Buenos Aires        | Argentina             | Luna Park                 |                |                |
| 25 marzo 2000  | Buenos Aires        | Argentina             | Luna Park                 |                |                |
| 26 marzo 2000  | Buenos Aires        | Argentina             | Luna Park                 |                |                |
| 27 marzo 2000  | Buenos Aires        | Argentina             | Luna Park                 |                |                |
| 29 marzo 2000  | Santiago            | Cile                  | Stadio Nazionale del Cile |                |                |
| 1º aprile 2000 | Caracas             | Venezuela             | Poliedro de Caracas       |                |                |
| 2 aprile 2000  | Valencia            | Venezuela             | Forum de Valencia         |                |                |
| 4 aprile 2000  | Maracaibo           | Venezuela             | Palacio de Eventos        |                |                |
| 6 aprile 2000  | Bogotà              | Colombia              | Estadio El Campín         |                |                |
| 8 aprile 2000  | San Juan            | Porto Rico            | Hiram Bithorn Stadium     |                |                |
| 11 aprile 2000 | Città del Messico   | Messico               | Auditorio Nacional        |                |                |
| 12 aprile 2000 | Città del Messico   | Messico               | Auditorio Nacional        |                |                |
| 16 aprile 2000 | Città del Guatemala | Guatemala             | Stadio del Ejército       |                |                |
| Nord America   |                     |                       |                           |                |                |
| 18 aprile 2000 | San Diego           | Stati Uniti           | Sports Arena              |                |                |
| 19 aprile 2000 | Anaheim             | Stati Uniti           | Arrowhead Pond            |                |                |
| 21 aprile 2000 | Miami               | Stati Uniti           | Miami Arena               |                |                |
| America Latina |                     |                       |                           |                |                |
| 5 maggio 2000  | Santo Domingo       | Repubblica Dominicana | Fortaleza Ozama           |                |                |
| 8 maggio 2000  | Panama              | Panama                | Stadio Rommel Fernández   |                |                |
| 12 maggio 2000 | Buenos Aires        | Argentina             | Campo Argentino de Polo   |                |                |